# Dic Penderyn
Dic Penderyn, de son vrai nom Richard Lewis, est un mineur gallois né en 1807 ou 1808 et mort le 13 août 1831.
Accusé d’avoir blessé un soldat lors du soulèvement de Merthyr (en), il est condamné à mort et pendu à Cardiff. Il est considéré par la suite comme un martyr de la cause ouvrière.

## Biographie

### Origines
Richard Lewis est natif de Pyle-Kenfig, dans la paroisse d'Aberafan, dans le pays de Galles méridional. « Penderyn » est le nom de la chaumière dans laquelle il a vu le jour. Son père, Lewis Lewis, est d'abord cordonnier, puis mineur à Cornelly.

### Le soulèvement de Merthyr
En 1831, Dic Penderyn travaille comme mineur à Merthyr Tydfil. La campagne des élections générales est très agitée, entre les débats qui entourent le Reform Act et la situation économique morose de la région. Une émeute éclate le 2 juin avec l'incendie du tribunal local, une institution haïe en raison de son rôle dans le recouvrement des dettes.
Les autorités locales font appel à l'armée et une compagnie du 93e régiment d'infanterie est envoyée à Merthyr Tydfil pour rétablir l'ordre. Plusieurs échauffourées éclatent entre les émeutiers et les soldats qui entraînent plusieurs morts et blessés chez les premiers, tandis que les seconds déplorent également plusieurs blessés. Si Penderyn est présent dans la foule, il ne joue apparemment aucun rôle actif dans les émeutes.

### Arrestation et exécution
Une fois le soulèvement maté, Dic Penderyn est arrêté avec Lewis Lewis (cy). Ils sont accusés d'être les meneurs de l'insurrection et d'avoir blessé le soldat Donald Black. Deux témoins affirment avoir vu Penderyn lui porter un coup de baïonnette, bien que Black lui-même déclare ne pas avoir vu son assaillant. Le juge John Bosanquet (en) condamne les deux hommes à mort,.
La peine de Lewis Lewis est commuée en déportation pénale vers l'Australie, mais pas celle de Dic Penderyn, malgré une pétition signée par plus de 11 000 personnes et des appels à la clémence adressés au secrétaire d'État à l'Intérieur Lord Melbourne. Il est pendu le matin du 13 août 1831 à la prison (en) de Cardiff, à l'âge de 23 ans. Ses dernières paroles sont : « O Arglwydd, dyna gamwedd! » (« Ô Dieu, quelle injustice ! »). Il est enterré dans le cimetière de l'église Sainte-Marie d'Aberavon (en) le lendemain de son exécution.

## Postérité
En 1874, un Gallois émigré aux États-Unis nommé Ianto Parker avoue sur son lit de mort être le véritable auteur de la blessure reçue par Donald Black en 1831. Lorsque cette nouvelle est publiée dans le Western Mail, elle met en lumière l'injustice du traitement subi par Dic Penderyn, qui devient un véritable martyr de la cause ouvrière. Son histoire a inspiré des poètes comme Harri Webb, des musiciens comme Meic Stevens et des romanciers comme Alexander Cordell.